# Get a Life (Stiff Little Fingers)
Get a Life è un album del gruppo punk rock Stiff Little Fingers, pubblicato il 18 novembre 1994 da Castle Communications.

## Tracce
1. Get a Life – 5:53 (Burns)
2. Can't Believe in You – 4:58 (Burns)
3. The Road to Kingdom Come – 3:27 (Burns)
4. Walk Away  – 5:20 (Burns)
5. No Laughing Matter – 2:52 (Burns)
6. Harp – 3:49 (Burns)
7. Forensic Evidence – 3:39 (Burns)
8. Baby Blue (What Have They Been Telling You?) – 4:02 (Burns)
9. I Want You – 4:05 (Emmanuel/Taylor)
10. The Night That the Wall Came Down – 3:51 (Burns)
11. Cold – 4:10 (Burns)
12. When the Stars Fall from the Sky – 3:50 (Burns)
13. What If I Want More – 1:38 (Burns)

## Formazione
- Jake Burns - voce, chitarra
- Bruce Foxton - basso
- Dolphin Taylor - batteria